# Cosmin Pascari
Cosmin Pascari (Gura Humorului, 12 de maio de 1998) é um remador romeno, medalhista olímpico.

## Carreira
Pascari conquistou a medalha de prata nos Jogos Olímpicos de Verão de 2020 em Tóquio com a equipe da Romênia no quatro sem masculino, ao lado de Mihăiță Țigănescu, Mugurel Semciuc e Ștefan Berariu com o tempo de 5:43.13.